# NEW BLOOD (プロレス興行)
NEW BLOOD（ニュー・ブラッド）は、スターダム主催の若手選手によるプロレス興行。

## 歴史
様々な団体の若手選手が参加して新しい選手の発掘を目的とした大会としてスタート。第1回大会でメインイベントに新人の天咲光由のデビュー戦（対林下詩美戦）が行われるなど、当初は令和版ジュニア・オールスター戦のような興行として開催していたが、大会の中で梅咲遥を別人格のキャラクターとして登場させるなど、実験的な側面も見られるようになった。第2回大会からシュワルツコフ プロフェッショナルがメインスポンサーとなり、同社の製品である「FIBREPLEX」が大会名に付くようになった（第13回まで。第14回以降はマットスポンサーのみ）。
2023年3月25日には横浜武道館にて大会初のビッグマッチ「FIBREPLEX presents NEW BLOOD Premium」を開催。同大会では大会独自のベルト「NEW BLOODタッグ王座」の初代王者組を決めるトーナメントの準決勝・決勝とスターダム14期生（さくらあや、HANAKO）のデビュー戦が行われた。
大会の模様はスターダムのYouTubeで全試合生配信で無料公開されている。

## タイトルホルダー
| タイトル            | 保持者          | 歴代  |
| ------------------- | --------------- | ----- |
| NEW BLOODタッグ王座 | 月山和香 HANAKO | 第4代 |

## フリー、他団体参戦選手
フリー
- 花園桃花（第2回、第4回、第7回、WEST1、WEST2）
- 高橋奈七永（第6回から第10回、Premium）

伸び悩み気味の若手選手に「パッション注入マッチ」を敢行。
- 尾崎妹加（第6回、第9回、第21回）
- 小橋マリカ（第7回）
- ザイヤ・ブルックサイド（第7回）
- マライア・メイ（第7回）

Premium、第9回、第11回は覆面レスラー「セクシー・ダイナマイト・プリンセス」として参戦。
- 石川奈青（第8回）
- スパイク・ニシムラ（第16回）
- 米山香織（第18回 - 第22回）

第21回、第22回では別人格「フキゲンです★」として参戦。
- 虎龍清花（第18回、第23回）
- 本間多恵（第20回）
- 関口翔（第20回）

フリー→所属（フリー時代の参戦選手）
- 鈴季すず（第2回、第3回、第5回）

第5回まではプロミネンス所属として参戦。
- 水森由菜（第2回、第5回）

第2回はチョコプロ レスリング所属として参戦。
- 安納サオリ（第10回）

ワールド女子プロレス・ディアナ
- 梅咲遥（第1回 - 第9回、Premium、第11回、第12回）

第5回から第11回までは別人格「KARMA」として参戦。
- 羽多乃ナナミ（第1回、第3回、第5回 - 第7回、Premium、第10回、第18回、第19回、第21回、第22回）

第5回大会でGod's Eyeに加入。第19回までのリングネームは「ななみ」。
- 美蘭（第6回、第7回、第10回）
- Himiko（第17回 - 第19回、第21回、第22回）
- 香藤満月（第17回、第18回、第21回）
- マコトユマ（第17回、第18回、第21回、第22回）
- デビー・カイテル（第22回）

JTO
- 稲葉ともか（第1回から第9回、Premium、第13回 - 第17回、第20回、第21回）

第4回でGod's Eyeに加入。
- Aoi（第1回 - 第4回）

第4回で羽南の持つフューチャー・オブ・スターダム王座に挑戦。
- 神姫楽ミサ（第3回、第17回、第20回、WEST2）
- rhythm（第5回）
- 稲葉あずさ（第8回、第9回、第11回、第13回 - 第17回、第20回 - 第22回、WEST2）

第14回でH.A.T.E.に加入。
- 柳川澄樺（第17回、WEST2）

暗黒プロレス組織666
- ラム会長（第3回 - 第6回、第9回）

Marvelous
- Maria（第1回）
- 宝山愛（第1回）

ガンバレ☆プロレス
- YuuRI（第3回）
- まなせゆうな（第21回）

チョコプロ レスリング
- 沙也加（第1回）
- 小石川チエ（第4回）

COLOR'S
- 網倉理奈（第2回、第3回）
- 櫻井裕子（第2回、第3回）

信州ガールズ
- LINDA（第4回、第5回）
- 杏ちゃむ（第5回）

P.P.P.TOKYO
- ちゃんよた（第5回、第7回、第8回、Premium、第12回）
- エチカ・ミヤビ（第15回）

ベストボディ・ジャパンプロレスリング
- 竹林早苗（第6回）

プロレスリングWAVE
- 狐伯（第9回、第10回、第16回 - 第18回、第20回）
- 田中きずな（第10回、第11回）
- 炎華（第10回、第16回 - 第18回、第20回、第22回、第23回）
- 咲蘭（第13回、第18回、第20回 - 第23回）

第13回はアイスリボン所属、第18回と第20回はフリーとして参戦。
- 郷田明日香（第21回 - 第23回）

プロレスリングEvolution
- ZONES（第17回、WEST1、WEST2）
- ChiChi（第17回、WEST1、WEST2）
- ソイ（第15回、第17回、第21回）

センダイガールズプロレスリング
- 愛海（第16回）
- YUNA（第16回）

SEAdLINNNG
- 花穂ノ利（第19回）
- 光芽ミリア（第19回）

T-HEARTS
- 叶ミク（第19回）

## 大会一覧
| 大会名                               | 日時           | 試合会場                                        | 観客動員数 |
| ------------------------------------ | -------------- | ----------------------------------------------- | ---------- |
| NEW BLOOD 1                          | 2022年3月11日  | 品川インターシティホール                        | 416人      |
| FIBREPLEX presents NEW BLOOD 2       | 2022年5月13日  | NEW PIER HALL                                   | 338人      |
| FIBREPLEX presents NEW BLOOD 3       | 2022年7月8日   | 品川インターシティホール                        | 419人      |
| FIBREPLEX presents NEW BLOOD 4       | 2022年8月26日  | 品川インターシティホール                        | 400人      |
| FIBREPLEX presents NEW BLOOD 5       | 2022年10月19日 | 新宿住友ホール                                  | 418人      |
| FIBREPLEX presents NEW BLOOD 6       | 2022年12月16日 | 新宿住友ホール                                  | 306人      |
| FIBREPLEX presents NEW BLOOD 7       | 2023年1月20日  | ベルサール高田馬場                              | 307人      |
| FIBREPLEX presents NEW BLOOD Premium | 2023年3月25日  | 横浜武道館                                      | 734人      |
| FIBREPLEX presents NEW BLOOD 8       | 2023年5月12日  | 品川インターシティホール                        | 407人      |
| FIBREPLEX presents NEW BLOOD 9       | 2023年6月2日   | 品川インターシティホール                        | 306人      |
| FIBREPLEX presents NEW BLOOD 10      | 2023年8月18日  | 品川ザ・グランドホール                          | 361人      |
| FIBREPLEX presents NEW BLOOD 11      | 2023年9月29日  | 品川インターシティホール                        | 357人      |
| FIBREPLEX presents NEW BLOOD WEST 1  | 2023年11月17日 | アゼリア大正                                    | 278人      |
| FIBREPLEX presents NEW BLOOD 12      | 2023年12月25日 | 品川インターシティホール                        | 254人      |
| FIBREPLEX presents NEW BLOOD 13      | 2024年6月21日  | NEW PIER HALL                                   | 224人      |
| NEW BLOOD 14                         | 2024年9月13日  | 中日ホール                                      | 326人      |
| NEW BLOOD 15                         | 2024年9月29日  | ところざわサクラタウンジャパンパビリオンホールA | 326人      |
| NEW BLOOD 16                         | 2024年10月19日 | ベルサール新宿グランド                          | 236人      |
| NEW BLOOD WEST 2                     | 2024年11月16日 | アゼリア大正                                    | 246人      |
| NEW BLOOD 17                         | 2024年12月26日 | NEW PIER HALL                                   | 215人      |
| NEW BLOOD 18                         | 2025年2月5日   | TOKYO SQUARE in Itabashi                        | 201人      |
| STOMPING presents NEW BLOOD 19       | 2025年3月1日   | ベルサール渋谷ファースト                        | 178人      |
| STOMPING presents NEW BLOOD 20       | 2025年3月27日  | 品川インターシティホール                        | 296人      |
| STOMPING presents NEW BLOOD 21       | 2025年5月9日   | 新木場1stRING                                   | 268人      |
| STOMPING presents NEW BLOOD 22       | 2025年6月4日   | TOKYO SQUARE in Itabashi                        | 153人      |
| STOMPING presents NEW BLOOD 23       | 2025年7月4日   | TOKYO SQUARE in Itabashi                        | 153人      |
| STOMPING presents NEW BLOOD 24       | 2025年10月4日  | ベルサール新宿南口                              |            |
| STOMPING presents NEW BLOOD 25       | 2025年10月17日 | アゼリア大正                                    |            |
| STOMPING presents NEW BLOOD 26       | 2025年10月30日 | 神田明神ホール                                  |            |